# Família Murásio
Murásio (em latim: Murasius) ou Muratseano (em armênio: Մուրացեան; romaniz.: Murats’ean) foi uma família nobre armênia (nacarar) da Antiguidade.

## História
A existência da família Murásio é conhecida a partir do relato de Moisés de Corene, segundo o qual descendiam de Astíages, xá do Império Medo, e receberam, no tempo do mítico Valarsaces I (século III a.C.), vilas habitadas por prisioneiros da Média para governarem. Essa tradição indica, segundo Cyril Toumanoff, que os Murásios tinham uma origem cáspio-meda, tal como os Amatúnios, Mandacúnios e a casa da Mardepetacânia. Essa família havia deixado de existir na Armênia antes da ascensão da dinastia arsácida (52–428), mas apesar disso foram citados na Lista de Trono (Գահնամակ, gahnamak) na 69.ª posição entre as famílias nobres do reino. Propôs-se que, por se tratar de uma família menor, podiam arregimentar 300 cavaleiros ao exército do rei.